# Anthurium pulidoae
Anthurium pulidoae är en kallaväxtart som beskrevs av Thomas Bernard Croat. Anthurium pulidoae ingår i släktet Anthurium och familjen kallaväxter. Inga underarter finns listade.